# NRD – Najlepsza Rockowa Dwudziestka
NRD - Najlepsza Rockowa Dwudziestka – lista przebojów nadawana w radiu Eska Rock, od poniedziałku do soboty w godzinach 19:00–21:00.
W programie prezentowanych jest 20 piosenek ułożonych w kolejności od 20 do 1 oraz propozycje utworów do notowania. Kryterium stanowi liczba głosów oddanych w głosowaniu internetowym. Utwory reprezentują szeroko rozumianą muzykę rockową: rock, rock alternatywny, indie rock i inne. Słuchacze głosują na piosenki za pomocą oficjalnej strony internetowej audycji. Wymogiem jest założenie konta użytkownika na portalu radia Eska Rock. Program oprócz emisji piosenek, posiada stałe punkty, takie jak Stare Trabanty i rozmowy na żywo ze słuchaczami. Podczas audycji prezenterzy dzwonią do słuchaczy wylosowanych spośród osób oddających głosy, którzy przy tworzeniu konta podali swój numer telefonu.
Audycję prowadził Robert "Pegaz" Zawieja - dyrektor muzyczny radia Eska Rock. Od początku istnienia audycji do 1 maja 2014 roku audycję współprowadziła na zasadzie duetu prowadzących Anna "Dobroć" Nowaczyk.

## Historia
Początkowo lista zatytułowana Najlepsza Rockowa Dycha nadawana była z poznańskiej siedziby radia Eska Rock i prowadzona przez samego Roberta Zawieję. Program miał dodatkowo swoją wersję telewizyjną w 4fun.TV, w której prezentowane były cotygodniowe podsumowania. Po przeniesieniu siedziby radia do Warszawy twórcy radia postanowiono kontynuować program w odmienionej wersji:

Po przenosinach do Warszawy padł pomysł, by w tym popołudniowym paśmie, kiedy jest taki najlepszy moment, w którym można pokazać kilka nowych utworów i coś o nich powiedzieć, przychodziła do mnie Pani Ania, czyli Ania Nowaczyk. Pomiędzy tymi nowymi „kawałkami” dawała swój tzw. „wkład”, gdzie prezentowaliśmy jakieś stare numery. Na początku to były jakieś historyjki i anegdotki o tych utworach i nie wiedzieć dlaczego nagle zostało to nazwane „Trabantem”. Później była „Najlepsza Rockowa Dycha”, no i rozrosło się do obecnej „Najlepszej Rockowej Dwudziestki”, którą prowadzę razem z Anną „Dobroć” Nowaczyk.